# 蘇澳燈塔
蘇澳燈塔，是位於宜蘭縣蘇澳港東北角軍事管制區內的一座燈塔，興建於1927年（昭和3年），為全台灣最矮的燈塔，僅有7.9公尺高。

## 外部連結
- 交通部航港局-蘇澳燈塔 （页面存档备份，存于）